# 西曼蘭
西曼蘭（瑞典語：Västmanland），位於瑞典中部，斯韋阿蘭地區的一個舊省。與南曼蘭、內爾徹、韋姆蘭、達拉納和烏普蘭陸上接壤。

## 友好城市
1995年6月7日，与中华人民共和国山东省缔结友好城市关系。